# Arnulf (voornaam)
Arnulf of Arnolf is een mannelijke voornaam van Germaanse oorsprong. De naamdag valt op 18 juli. De eerste lettergreep arn- betekent "arend" of "adelaar" in het Oudhoogduits. De tweede lettergreep -ulf betekent "wolf" of vormt een afgeleide van -old (als in Arnold).